# Mitchell Krueger
 Mitchell Krueger  (nacido el 12 de enero de 1994) es un tenista profesional estadounidense.
El debut en la ATP en Campbell's Hall of Fame Tennis Championships 2014, donde recibió un Wildcard para el cuadro principal.
Ha debutado en Grand Slams en el Abierto de Australia 2019, donde perdió en primera ronda frente al serbio Novak Djokovic. También logró llegar al segundo partido de la clasificación en el Abierto de Estados Unidos 2016 y el Abierto de Australia 2017.

## Carrera
Su mejor ranking individual es el N.º 169 alcanzado el 1 de mayo de 2017, mientras que en dobles logró la posición 173 el 27 de abril de 2015.
No ha logrado hasta el momento títulos de la categoría ATP ni de la ATP Challenger Tour, aunque sí ha obtenido varios títulos Futures tanto en individuales como en dobles.

## Títulos ATP Challenger

### Individuales (5)
| N.° | Fecha                    | Torneo       | Superficie | Oponente en la final | Resultado      |
| --- | ------------------------ | ------------ | ---------- | -------------------- | -------------- |
| 1.  | 10 de febrero de 2019    | Dallas       | Dura (i)   | Mackenzie McDonald   | 4-6, 7-63, 6-1 |
| 2.  | 25 de julio de 2021      | Cary         | Dura       | Ramkumar Ramanathan  | 7-64, 6-2      |
| 3.  | 19 de septiembre de 2021 | Cary II      | Dura       | Bjorn Fratangelo     | 6-4, 6-3       |
| 4.  | 21 de enero de 2024      | Indian Wells | Dura       | Bjorn Fratangelo     | 3-6, 6-4, 6-4  |
| 5.  | 2 de junio de 2024       | Little Rock  | Dura       | Yuta Shimizu         | 6-3, 6-4       |